# Maharashtra Open 2022
Maharashtra Open 2022, oficiálně TATA Open Maharashtra 2022, byl tenisový turnaj mužů na profesionálním okruhu ATP Tour, hraný v areálu Mhalunge Balewadi Tennis Complex na otevřených dvorcích s tvrdým povrchem Plexi Pave. Konal se mezi 31. lednem až 6. únorem 2022 v indickém Puné jako dvacátý šestý ročník turnaje a jediný na túře ATP v Jižní Asii. V roce 2021 se neuskutečnil pro koronavirovou pandemii.
Turnaj s rozpočtem 493 875 dolarů patřil do kategorie ATP Tour 250.  Nejvýše nasazeným hráčem ve dvouhře se stal patnáctý tenista světa Aslan Karacev z Ruska, kterého ve druhém kole vyřadil švédský kvalifikant Elias Ymer. Jako poslední přímý účastník do hlavní singlové soutěže nastoupil 156. hráč žebříčku, Australan Aleksandar Vukic.
Čtvrtý singlový titul na okruhu ATP Tour vybojoval 137. hráč žebříčku João Sousa z Portugalska. Čtyřhru ovládli Indové Rohan Bopanna a Ramkumar Ramanathan. Vyhráli tak i druhé finále, jímž navázali na triumf z lednového Adelaide International 2022.

## Rozdělení bodů
| Soutěž  | vítězové | finalisté | semifinalisté | čtvrtfinalisté | 16 v kole | 32 v kole | Q  | Q2 | Q1 |
| ------- | -------- | --------- | ------------- | -------------- | --------- | --------- | -- | -- | -- |
| dvouhra | 250      | 150       | 90            | 45             | 20        | 0         | 12 | 6  | 0  |
| čtyřhra | 250      | 150       | 90            | 45             | 0         | —         | —  | —  | —  |

### Finanční odměny
| Soutěž                              | vítězové | finalisté | semifinalisté | čtvrtfinalisté | 16 v kole | 32 v kole | Q2      | Q1      |
| ----------------------------------- | -------- | --------- | ------------- | -------------- | --------- | --------- | ------- | ------- |
| dvouhra                             | 46 175 $ | 32 320 $  | 21 410 $      | 14 275 $       | 9 235 $   | 5 035 $   | 2 520 $ | 1 260 $ |
| čtyřhra                             | 11 760 $ | 7 560 $   | 5 030 $       | 2 940 $        | —         | —         | —       | —       |
| částka ve čtyřhře je uvedena na pár |          |           |               |                |           |           |         |         |

## Dvouhra mužů

### Nasazení
| Stát                          | Hráč              | ATP | Nasazení |
| ----------------------------- | ----------------- | --- | -------- |
| Rusko                         | Aslan Karacev     | 15. | 1.       |
| Itálie                        | Lorenzo Musetti   | 60. | 2.       |
| Itálie                        | Gianluca Mager    | 65. | 3.       |
| Česko                         | Jiří Veselý       | 78. | 4.       |
| Německo                       | Daniel Altmaier   | 87. | 5.       |
| Finsko                        | Emil Ruusuvuori   | 90. | 6.       |
| Litva                         | Ričardas Berankis | 93. | 7.       |
| Itálie                        | Stefano Travaglia | 98. | 8.       |
| Žebříček ATP k 17. lednu 2022 |                   |     |          |

### Jiné formy účasti
Následující hráčí obdrželi divokou kartu do hlavní soutěže:
- Prajneš Gunneswaran
- Ardžun Kadhe
- Ramkumar Ramanathan

Následující hráč nastoupil do hlavní soutěže pod žebříčkovou ochranou:
- Juki Bhambri[8]

Následující hráči postoupili z kvalifikace:
- Jay Clarke
- Vít Kopřiva
- Gian Marco Moroni
- Elias Ymer

### Odhlášení
před zahájením turnaje
- James Duckworth → nahradil jej  Hugo Grenier
- John Millman → nahradil jej  Quentin Halys

## Mužská čtyřhra

### Nasazení
| Stát                                                                                   | Hráč          | Stát      | Hráč                | ATP  | Nasazení |
| -------------------------------------------------------------------------------------- | ------------- | --------- | ------------------- | ---- | -------- |
| Austrálie                                                                              | Luke Saville  | Austrálie | John-Patrick Smith  | 91.  | 1.       |
| Indie                                                                                  | Rohan Bopanna | Indie     | Ramkumar Ramanathan | 156. | 2.       |
| Polsko                                                                                 | Szymon Walków | Polsko    | Jan Zieliński       | 183. | 3.       |
| Austrálie                                                                              | Marc Polmans  | Austrálie | Matt Reid           | 184. | 4.       |
| Žebříček ATP k 17. lednu 2022; číslo je součtem žebříčkového postavení obou členů páru |               |           |                     |      |          |

### Jiné formy účasti
Následující páry obdržely divokou kartu do hlavní soutěže:
- Juki Bhambri /  Divij Šaran
- Ardžun Kadhe /  Purav Radža

### Odhlášení
před zahájením turnaje
- Radu Albot /  Ričardas Berankis → nahradili je  Sriram Baladži /  Višnu Vardhan
- Matthew Ebden /  Max Purcell → nahradili je  Saketh Myneni /  Mukund Sasikumar
- Alexander Erler /  Lucas Miedler → nahradili je  Alexander Erler /  Jiří Veselý
- Treat Conrad Huey /  Christopher Rungkat → nahradili je  Gianluca Mager /  Emil Ruusuvuori
- Evan King /  Alex Lawson → nahradili je  Hugo Grenier /  Quentin Halys
- Ivan Sabanov /  Matej Sabanov → nahradili je  James Cerretani /  Nicholas Monroe

## Přehled finále

### Mužská dvouhra
- João Sousa vs.  Emil Ruusuvuori, 7–6(11–9), 4–6, 6–1

### Mužská čtyřhra
- Rohan Bopanna /  Ramkumar Ramanathan vs.  Luke Saville /  John-Patrick Smith, 6–7(10–12), 6–3, [10–6]